# Уорън (окръг, Индиана)
Окръг Уорън (на английски: Warren County) е окръг в щата Индиана, Съединени американски щати. Площта му е 949 km², а населението - 8419 души (2000). Административен център е град Уилиямспорт.